# Hyalopomatus cancerum
Hyalopomatus cancerum är en ringmaskart som beskrevs av Knight-Jones, Knight-Jones, Oliver och Mackie 1997. Hyalopomatus cancerum ingår i släktet Hyalopomatus och familjen Serpulidae. Inga underarter finns listade i Catalogue of Life.